# Rebild község
Rebild dán község 2007. január elsején jött létre a közigazgatási reform keretében a korábbi Nørager, Skørping és Støvring községek összevonásból. Rebild község Mariagerfjord, Vesthimmerland és Aalborg községekkel határos. Lakosainak száma 29 149 fő (2016).